# Ruben Leter
Ruben Leter (1992 of 1993) is een Nederlands journalist. Hij studeerde journalistiek aan de Hogeschool Utrecht. Hij verwierf bekendheid voor zijn werk als producer en verslaggever voor RTL Nieuws in New York. 

## Biografie
Leter studeerde journalistiek aan de Hogeschool Utrecht. Tijdens zijn studie maakte hij de documentaire Van die wapperende voeten, die werd gerealiseerd met hulp van Cinecrowd. De documentaire ging in 2016 in première tijdens het Campusdoc filmfestival in Utrecht. Na zijn studie liep hij stage bij RTL Nieuws in New York. Leter werkte ook als freelance-redacteur voor Vrij Nederland.
Vanaf november 2017 werkte hij als buitenlandredacteur voor RTL Nieuws. In september 2019 werd hij producer en verslaggever voor RTL Nieuws in New York. Samen met zijn collega Erik Mouthaan presenteerde hij de podcast Bestemming Witte Huis. Sinds oktober 2021 werkt hij als verslaggever vanuit Nederland. 

## Erkenning
- In november 2020 werd Leter genomineerd voor de Philip Bloemendal Prijs, een tweejaarlijkse prijs voor talentvolle jonge radio- en televisiemakers. De jury roemde hem om zijn eigenheid en personificatie van grote maatschappelijke thema's.[4] Sosha Duysker won de prijs.[5]
- Samen met Erik Mouthaan en cameraman David Elings won Leter in 2021 De Tegel, de belangrijkste Nederlandse prijs voor journalistiek, voor het verslag van de bestorming van het Amerikaanse Capitool in januari 2021.[6][1]